# Вербовое (Кропивницкий район)
Вербовое (укр. Вербове) — село в Компанеевской поселковой общине Кропивницкого района Кировоградской области Украины.
До 2020 года входило в Компанеевский район
Население по переписи 2001 года составляло 54 человека. Почтовый индекс — 28425. Телефонный код — 5240. Код КОАТУУ — 3522885002.